# Anomodon longinervis
Anomodon longinervis är en bladmossart som beskrevs av Brotherus 1899. Anomodon longinervis ingår i släktet baronmossor, och familjen Thuidiaceae. Inga underarter finns listade i Catalogue of Life.